# Shershen
El Shershen (en ruso: Шершень) es un misil guiado antitanque bielorruso de tercera generación, basado en el misil ucraniano  Skif pero según se dice con capacidades adicionales. Diseñado para derrotar a los vehículos blindados modernos, los objetos protegidos (como búnkeres, fortines, emplazamientos de tierra y madera) y objetivos de baja velocidad y baja altitud (helicópteros, UAV).

## Descripción
El "Shershen" versión de base consta de un trípode, un módulo de combate universal, un misil guiado antitanque, un dispositivo de guiaje (PN-S) y un control remoto, el cual deja el control de la unidad de hasta 100 m (con un canal de cable) y hasta 300 m (con radiofónico). La tarea de combate de la tripulación de dos hombres es para poner en funcionamiento al "Shershen", encontrar el objetivo y lanzador. El pre-procedimiento (elegir lanzador, detectar y apunta al objetivo) toma menos de 2 minutos para completarse. Una vez el misil está despedido, el operador controla el "Shershen" y corrige el objetivo si es necesario, utilizando el joystick en el control remoto.
Shershen está diseñado para destruir vehículos blindados equipados con armadura reactiva explosiva (ERA) y puede atacar objetivos estacionarios y en movimiento. Shershen también tiene un modo automático de dispara y olvida de objetivos que no requiere el seguimiento manual de un objetivo.
Todos los objetivos blindados modernos pueden ser destruidos, independientemente de dónde los golpee el misil, utilizando los misiles guiados РК-2 (cal. 130 mm) y Б-2М (cal. 152 mm). El misil Р-2В (puede usarse con "Shershen-Q" y unificarse con ATGM "Barier-B") extiende el alcance máximo a 7.500 m. La capacidad de utilizar diferentes tipos de misiles sin ninguna modificación del sistema, además de un amplio espectro de objetivos, permite considerar este sistema no solo como un ATGM, sino como un sistema de fuego de defensa-asalto móvil para apoyo de infantería hasta el nivel de batallón.

## Variantes
- "Shershen" — Versión de base.
- "Shershen-L" — versión ligera (alcance máximo de hasta 2.5 km.)
- "Shershen-D" — versión con dos canales de disparo.
- "Shershen-Q" — versión con dos canales de disparo y sistema de elevación automática (o sin elevación automática) para instalación en un vehículo.

## Usuarios
- Bielorrusia[2]
- Georgia[4]
- Nigeria[5]
- Turkmenistán

## Galería

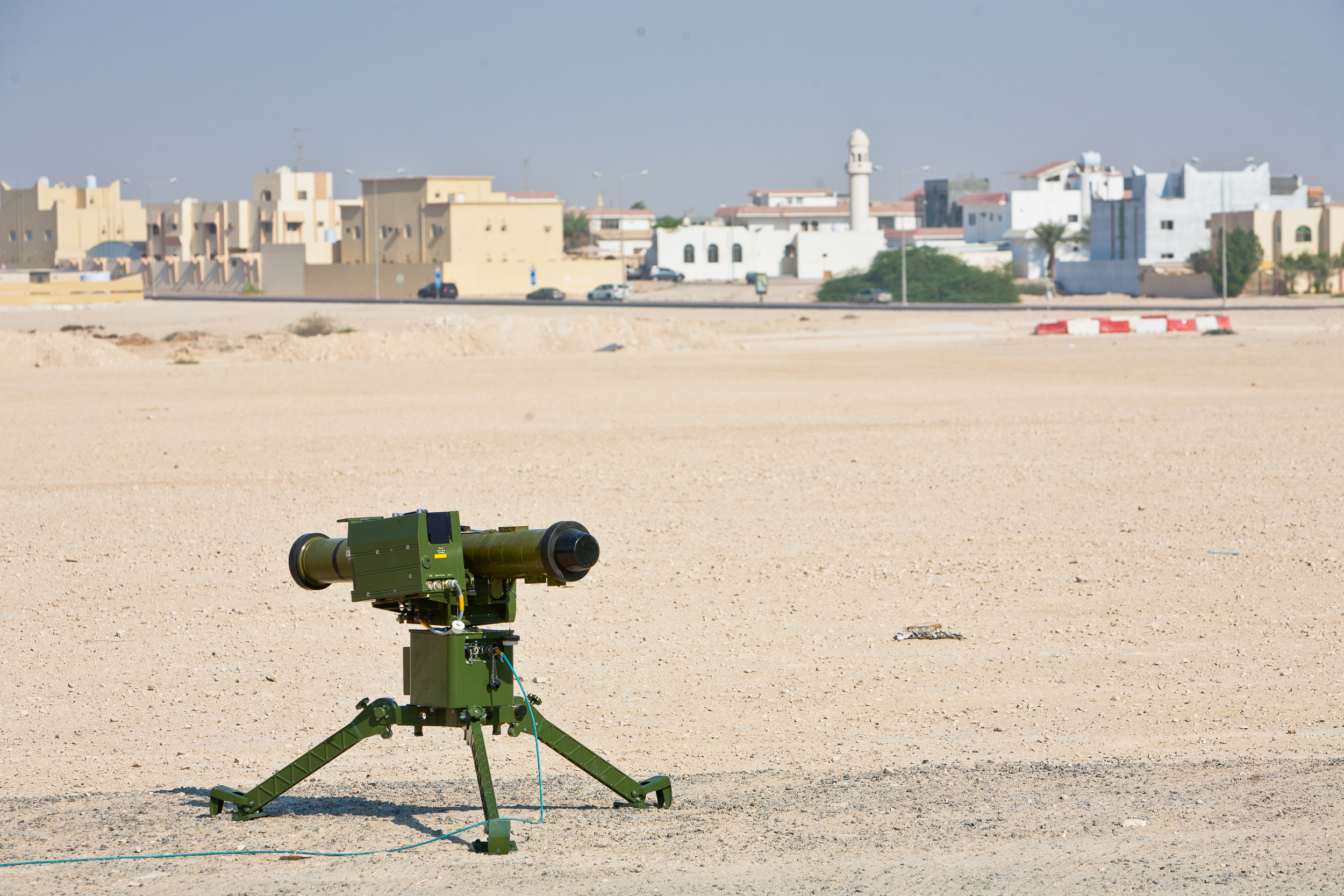
ATGM "Shershen" en posición
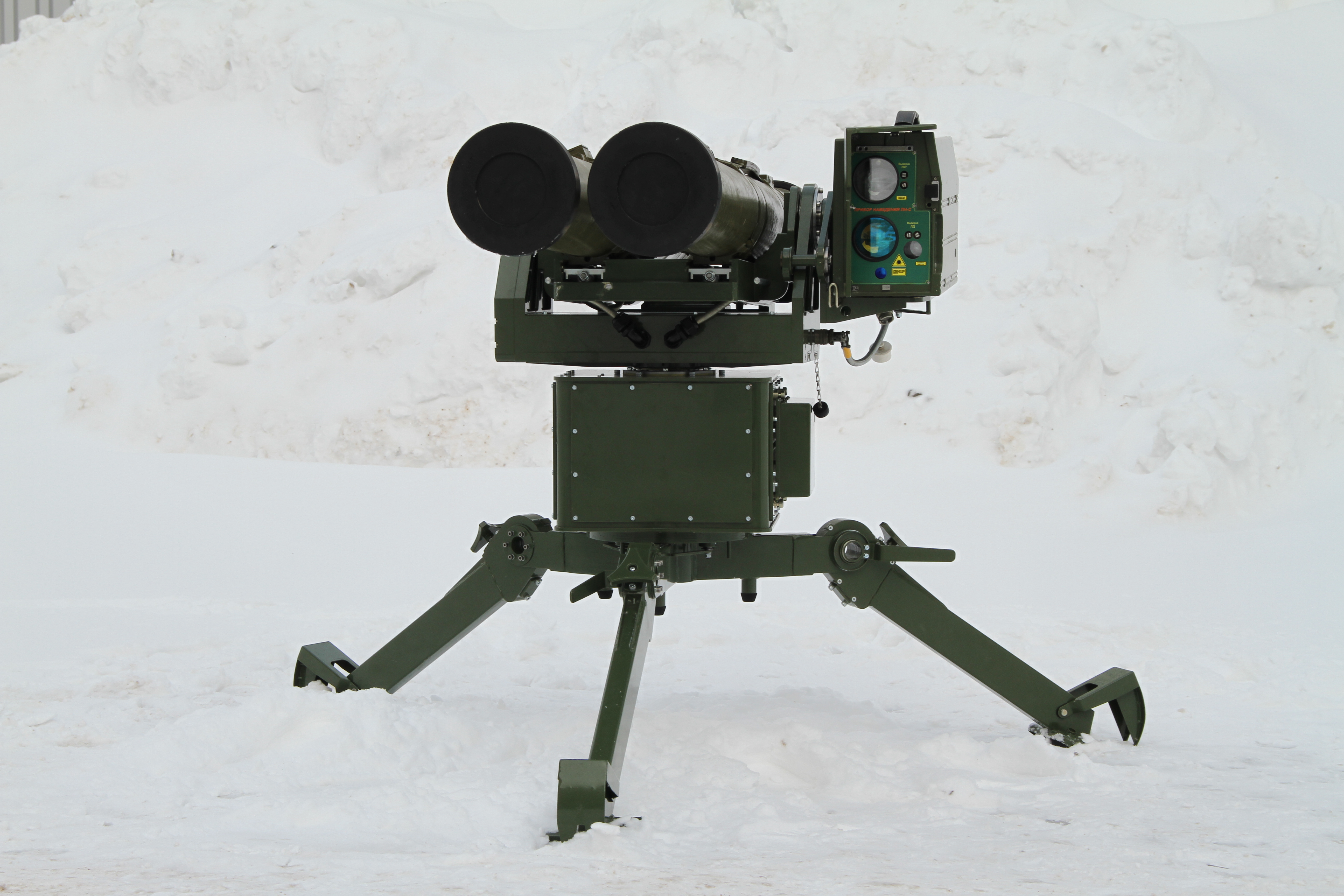
ATGM "Shershen-D
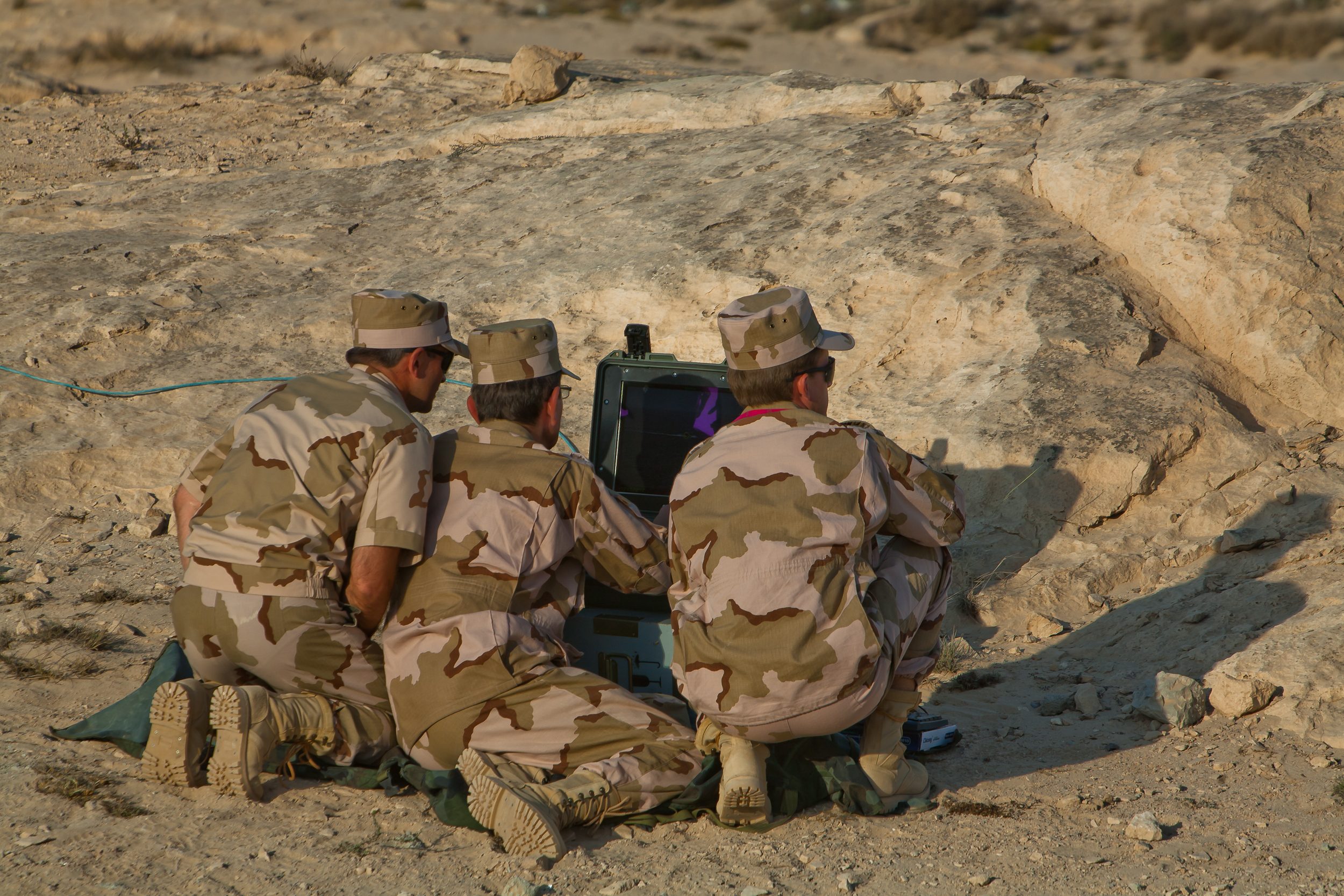
ATGM "Shershen" control remoto
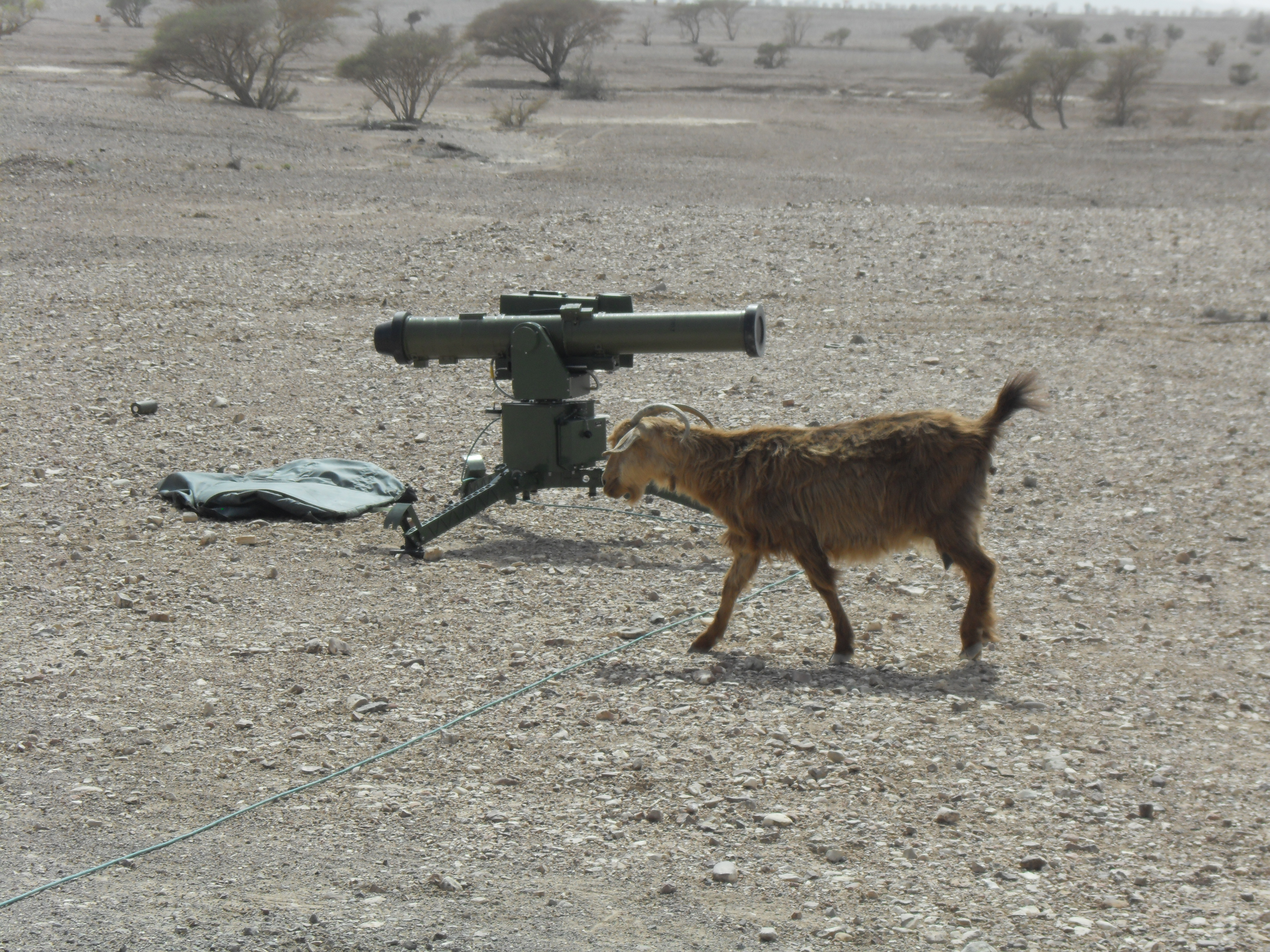
ATGM "Shershen" en condiciones desérticas
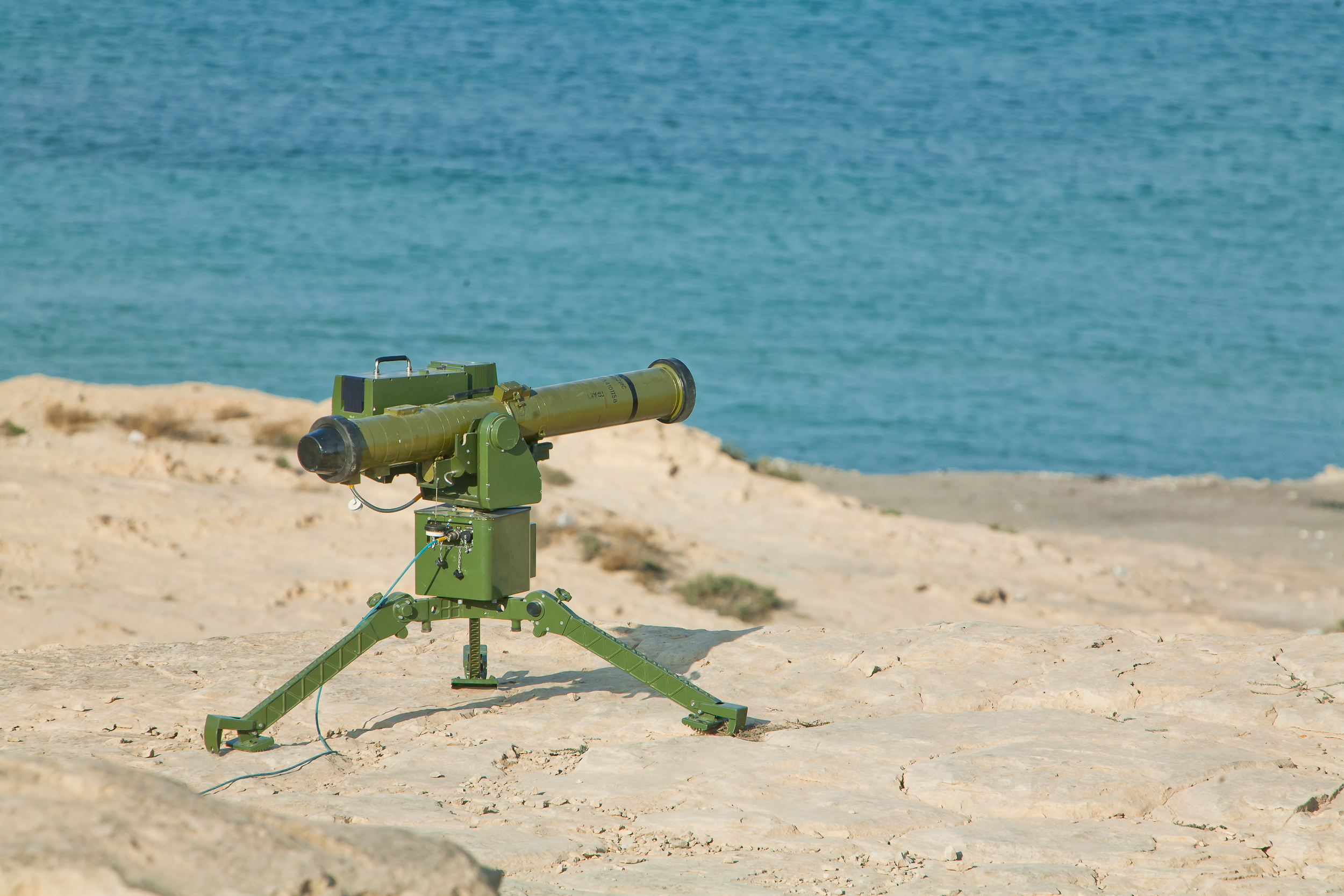
ATGM "Shershen" sobre la protección de la costa
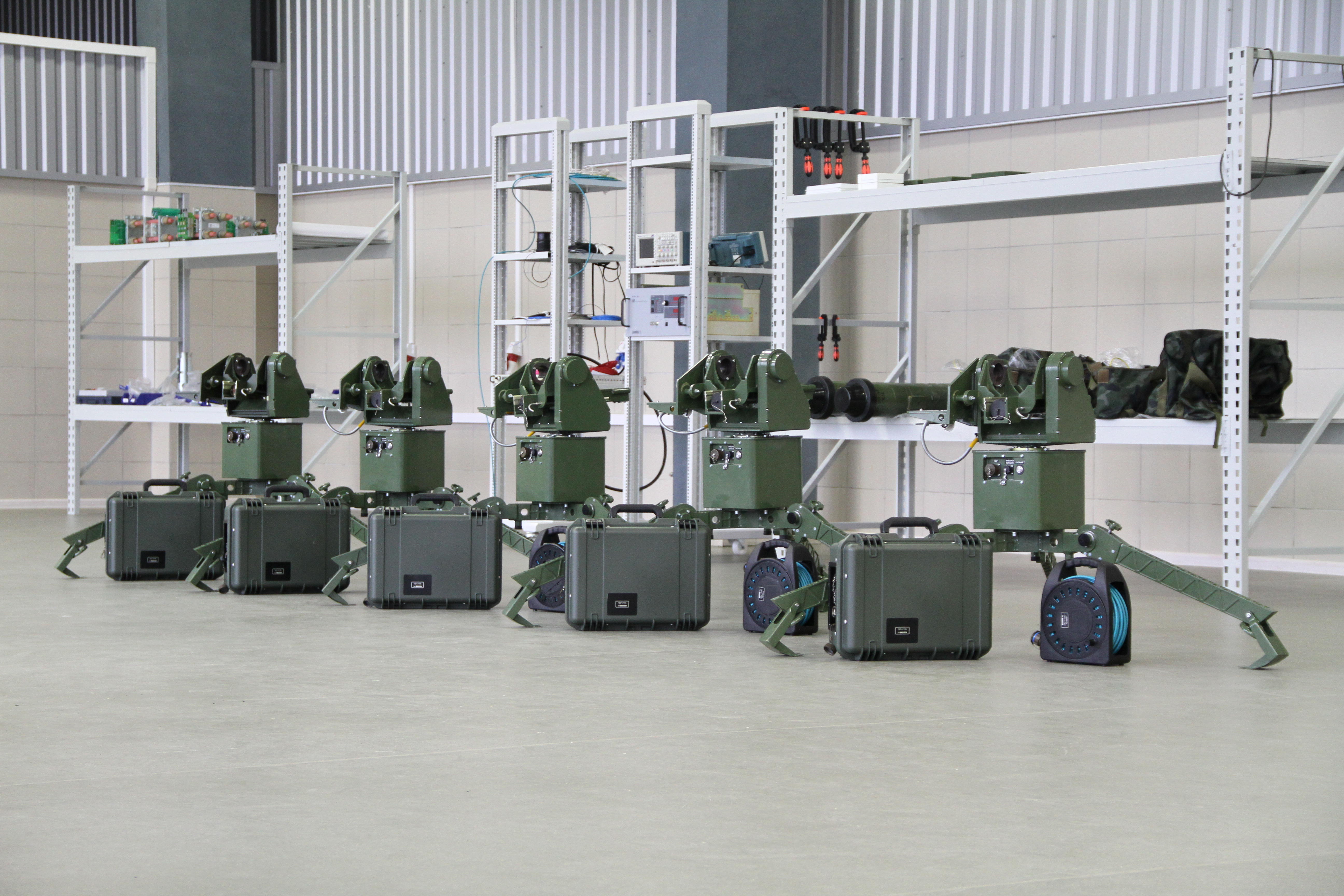
ATGM "Shershen" línea de producción
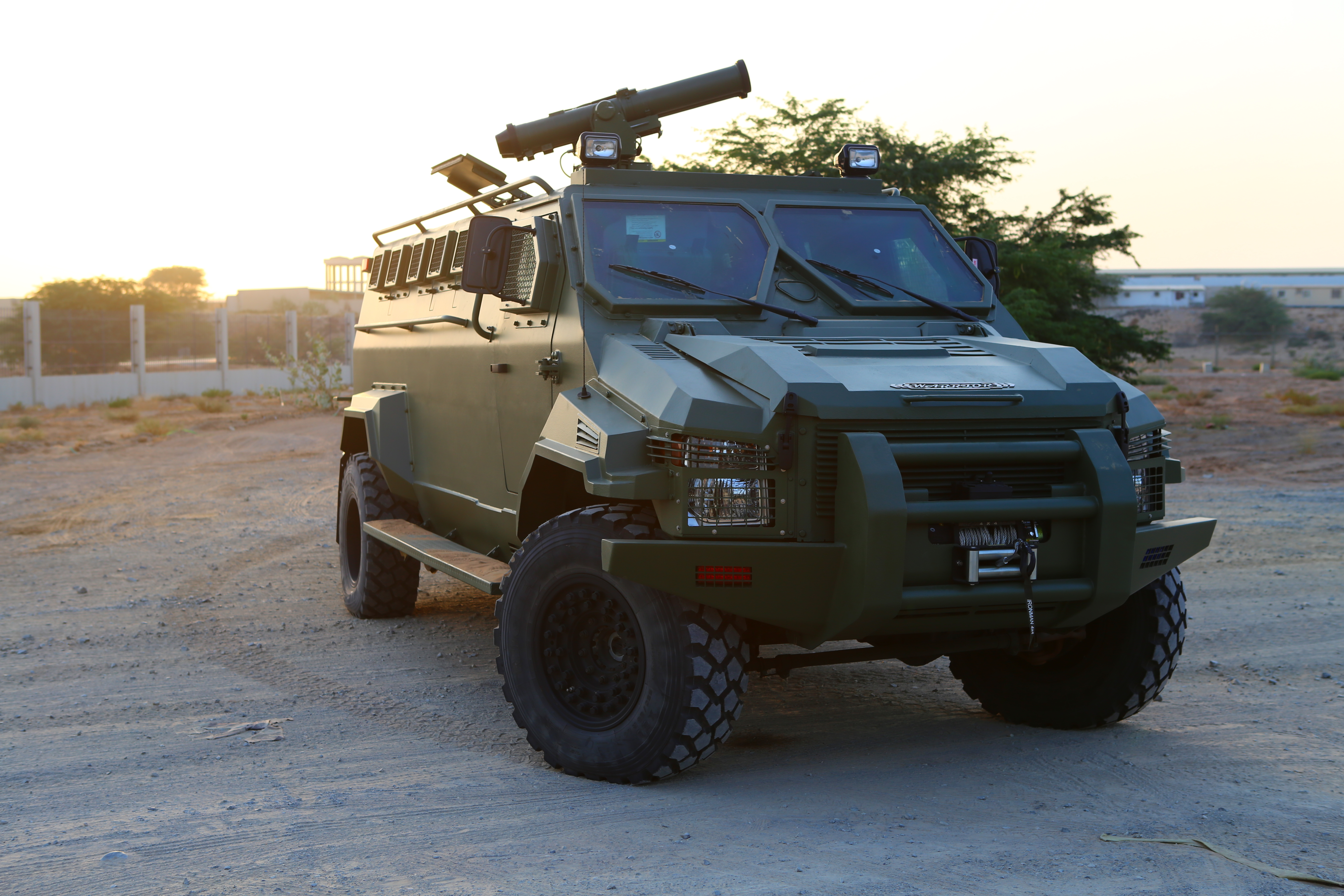
ATGM "Shershen-DM" en un Streit Group Spartan APC